# ウンター・デン・リンデン (ワルツ)
『ウンター・デン・リンデン』（ドイツ語: Unter den Linden）作品30は、ヨハン・シュトラウス3世が作曲したウィンナ・ワルツ。

## 解説

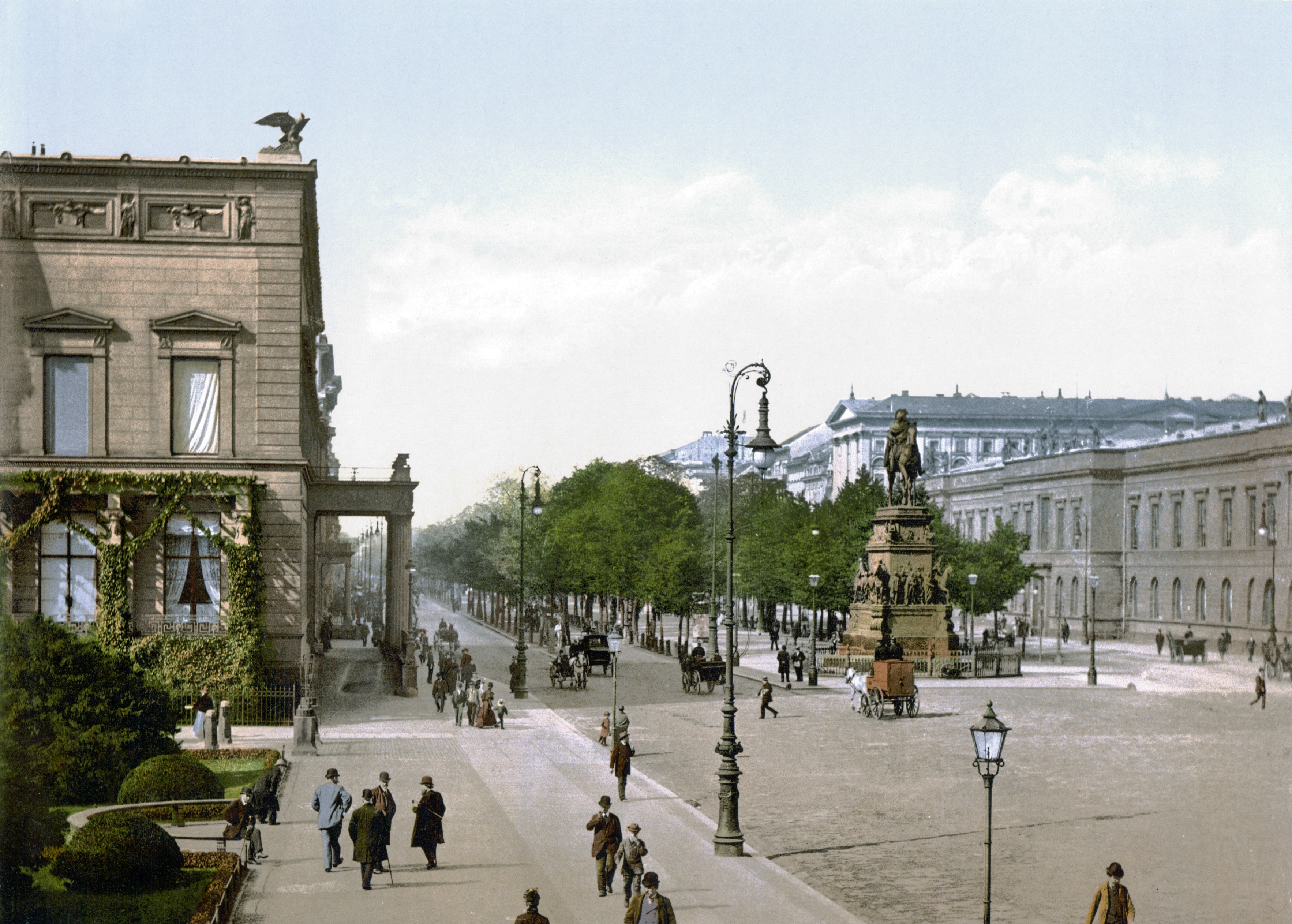
1900年頃の『ウンター・デン・リンデン』（菩提樹の下の意）の風景。

1900年、ヨハン・シュトラウス3世は5ヶ月にわたってドイツとオランダへの演奏旅行に出かけた。3月23日、ヨハン3世は友人に宛てて次の手紙を書いている。

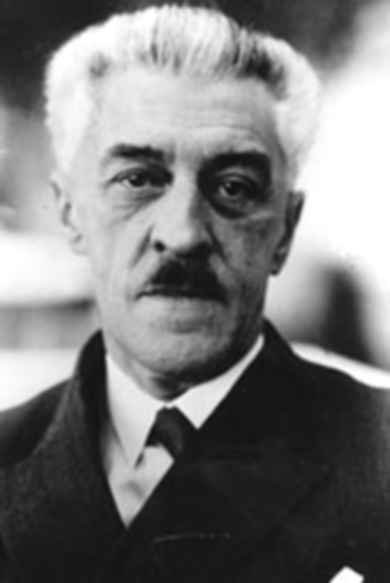
ヨハン・シュトラウス3世

『ウンター・デン・リンデン』とは、美しいことで名高いベルリンの並木大通りの名称である。5月26日、ヨハン3世の楽団はベルリンでの初公演を持った。それからおよそ一週間後の6月2日、一行は新ベルリン王立歌劇場においてこのワルツを初演した。ウィーンでの初演は同年11月11日で、ホテル『ゴールデンクロス』において行われた。

## 演奏・録音
このワルツはヨハン3世の代表作とされ、シュトラウス・ファミリーの楽曲を扱うコンサートにおいて、一族の主要作品とともにしばしば取り上げられている。また、いくつかのCDに収録されてもいる。
なお、有名なウィーンフィル・ニューイヤーコンサートへの登場はないが、そもそも同コンサートはこれまでヨハン3世の曲を取り上げられたことはない。